# Антикатолицизм
Антикатолицизм — враждебность по отношению к католикам или оппозиция католической церкви, её духовенству и / или её приверженцам. В различные моменты после реформации некоторые государства с протестантским большинством, включая Англию, Пруссию, Шотландию и Соединенные Штаты, вели антикатолическую политику. Часто это приводило к религиозной дискриминации католиков (которых часто пренебрежительно называли «папистами» или «романистами») в англоязычных протестантских странах.
Историк Джон Вулф выделяет четыре типа антикатолицизма: конституционно-национальный, теологический, народный и социокультурный.
Исторически католиков, живших в протестантских странах, часто подозревали в заговоре против государства в интересах папы. Поддержка чужого Папы привела к обвинениям в том, что они не лояльны к государству. В большинстве протестантских стран, которые испытали крупномасштабную иммиграцию, таких как Соединенные Штаты и Австралия, подозрения в отношении католических иммигрантов или дискриминация в отношении них часто перекрывались или смешивались с нативизмом, ксенофобией и этноцентрическими или расистскими настроениями.
В период раннего Нового времени католическая церковь изо всех сил пыталась сохранить свою традиционную религиозную и политическую роль перед лицом растущей светской власти в католических странах. В результате этой борьбы возникло враждебное отношение к значительной политической, социальной, духовной и религиозной власти Папы и духовенства в форме антиклерикализма. Инквизиция стала излюбленной целью нападок. После начала Французской революции в 1789 году антиклерикальные силы набрали силу в некоторых преимущественно католических странах, таких как Франция, Испания, Мексика и некоторые регионы Италии (особенно в Эмилии-Романье).
Были сформированы политические партии, которые выражали враждебное отношение к значительной политической, социальной, духовной и религиозной власти католической церкви в форме антиклерикализма.